# Стуговщина
Стуговщина (укр. Стугівщина) — село на Украине, находится в Овручском районе Житомирской области.
Код КОАТУУ — 1824287905. Население по переписи 2001 года составляет 249 человек. Почтовый индекс — 11131. Телефонный код — 4148. Занимает площадь 1,313 км².

## Адрес местного совета
11131, Житомирская область, Овручский р-н, с.Хлупляны